# حركة صوت واحد

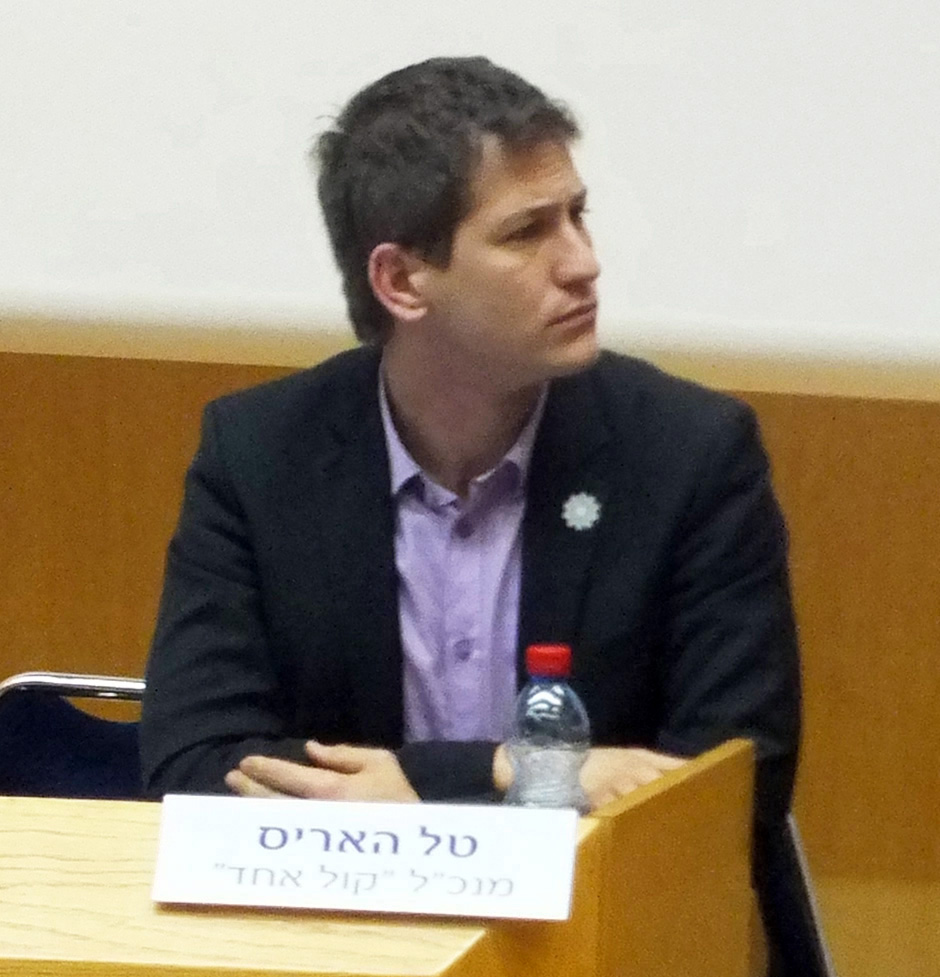
طال هاريس, المدير التنفيذى

صوت واحد هي منظمة لاربحية وحركة نشطة في إسرائيل وفلسطين لإيقاف النزاع بالطرق السلمية، المنظمة مقرها مدينة نيويورك، ولها مكاتب ميدانية في تل أبيب ورام الله وغزة، ومكاتب دولية في لندن وأوتاوا.